# Littérature macédonienne
La littérature macédonienne (en macédonien македонска книжевност) est la littérature qui s'est développée en Macédoine du Nord. À l'origine constituée uniquement de textes religieux et freinée par la domination culturelle des pays voisins, elle ne fleurit qu'au XXe siècle, en même temps que la conscience nationale macédonienne. La reconnaissance de la littérature macédonienne correspond également à celle du macédonien, autrefois considéré comme un simple dialecte et reconnu comme une langue à part entière sous le régime de Tito, et celle des Macédoniens en tant que peuple.

## Histoire

### Des origines auXVIIIesiècle

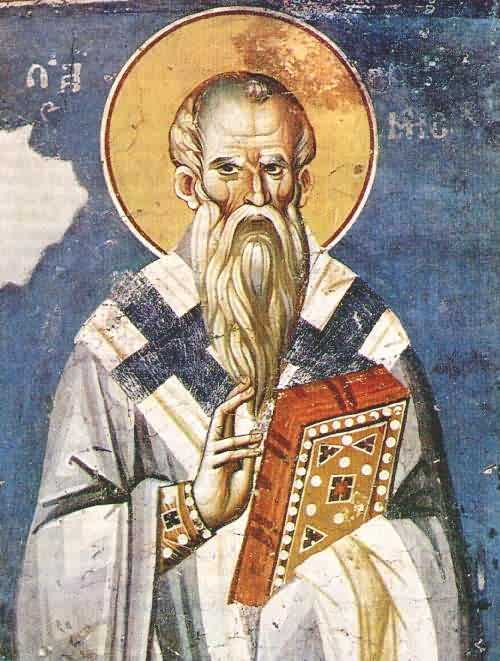
Clément d'Ohrid

On peut considérer que les premiers textes de Cyrille et Méthode sont les plus anciens écrits macédoniens puisque les deux évangélisateurs les ont écrits dans le dialecte alors parlé dans la région de Thessalonique, proche de la langue macédonienne actuelle. Peu après leur mort, le moine Chrabar écrivit une défense de la langue slave comme langue liturgique, l'Église grecque désirant en effet que tous les offices soient prononcés en grec.
À la fin du IXe siècle, le saint macédonien Clément d'Ohrid fonde un monastère qui comprend la première bibliothèque et la première école slaves. Ce monastère se trouvait dans la ville d'Ohrid, alors l'une des plus grandes villes balkaniques. Bien que la langue liturgique soit le vieux-slave, on peut voir une littérature d'Église bulgaro-macédonienne persister jusqu'au XIIIe siècle. Ces textes religieux sont principalement des traductions de textes saints, des écrits liturgiques ou apocryphes et des hagiographies. Mais les dominations étrangères empêchèrent toute littérature réelle de se développer ; le macédonien est en cela représentatif des langues slaves peu usitées, comme le slovène, l'ukrainien ou encore le slovaque, considérées pendant longtemps comme de simples ensembles de dialectes.

### DuXVIIIesiècleà 1945

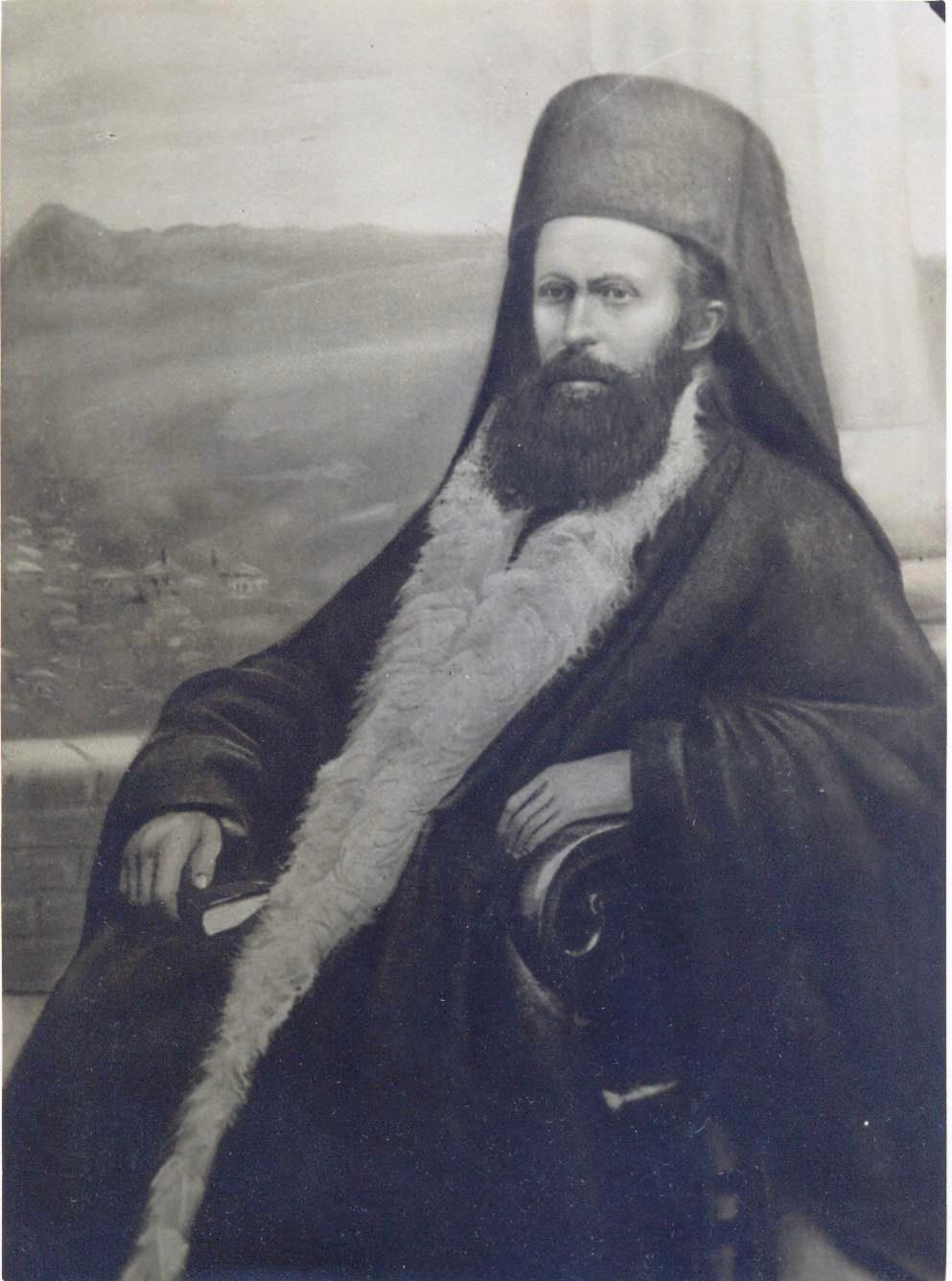
Partenija Zografski

Au XVIIIe siècle, les premiers emprunts aux dialectes macédoniens se font sentir dans les textes, encore uniquement religieux, puisque seuls les moines et les prêtres étaient lettrés. Toutefois, avec l'essor du nationalisme et de la slavophilie au XIXe siècle, des auteurs laïques mais surtout encore des prêtres commencent à écrire des textes entièrement en bulgare, que certains nationalistes macédoniens considèrent comme des auteurs macédoniens, alors qu'eux-mêmes se considéraient comme bulgares. Ces textes sont essentiellement des poèmes, écrits par Joachim Krčovski, Kiril Peïtchinovitch ou encore Partenija Zografski. Toujours dans le domaine de la poésie, Grigor Prličev, d'expression grecque, traduit des poèmes en bulgare, sa langue maternelle. Rajko Žinzifov, lui, traduit des textes d'autres langues slaves en bulgare.
En 1913, la Macédoine du Nord est libérée des Turcs et se voit partagée entre la Grèce, la Bulgarie et la Serbie. Mais cela ne change en rien la considération du macédonien comme un simple dialecte. Malgré tout, le début du XXe siècle marque le retour à la tradition théâtrale, mais écrite, cette fois. La poésie continue de s'épanouir avec Kole Nedelkovski, Venko Markovski ou encore Kočo Racin inspirés par les idées révolutionnaires et le registre social.

## Depuis 1945

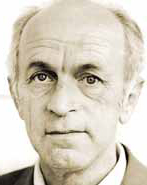
Branko Pendovski

À l'issue de la Seconde Guerre mondiale, la Macédoine devient une république de la Yougoslavie, et, à ce titre, elle peut bénéficier de sa propre langue officielle. Ainsi, les dialectes macédoniens sont reconnus comme une langue à part entière. Blaže Koneski, philologue, poète et conteur, se charge d'unifier les dialectes afin d'obtenir une langue « standard » littéraire. Au même moment, des linguistes fixent l'alphabet macédonien (cyrillique), en s'inspirant de l'alphabet serbe. Même si la nouvelle littérature en langue standard reste essentiellement poétique, les librairies voient le premier recueil de nouvelles sortir en 1947 et le premier roman en 1952.
Durant les années 1960, la poésie s'étend encore. Tout en sortant de l'inspiration folklorique, elle garde la fraîcheur du lyrisme et des cadres intimes. On peut distinguer deux générations de poètes, la première, dont le chef de file est Blaže Koneski, est composée de Vlado Maleski, Slavko Janevski, Aco Šopov ou encore Gogo Ivanovski. La seconde, plus libre des charges religieuses et sociétaires, est marquée par Mateja Matevski, Vlado Uroševik, Eftim Kletnikov, Branko Pendovski, Lindro Miloš...
Dans le domaine de la prose, la deuxième moitié du XXe siècle a vu des auteurs comme Jovan Boškovski, Meto Jovanovski, Simon Drakul, Taško Giorgievski, Božin Pavlovski et Živko Cingo.

## Œuvres
- Taga za Yug (en) (1837)
- Aubes blanches (1939)
- The Lion of Yanina (en) (1941)
- Pirey (1980)
- The Wolf at the Door: A Poetic Cycle (en) (Bogomil Gjuzel, 1999 ?)
- Fires over Tetovo (mk) (2001)
- Not War Nor Peace (en) (2001)
- Testimonies 2001 (en) (2006)
- Freud's Sister (en) (2011)

## Auteurs
- Écrivains macédoniens
- List of Macedonian writers (en)
  - Dramaturges : Tome Arsovski, Kole Čašule, Vasil Iljoski, Risto Krle, Goran Stefanovski...
  - Romanciers et nouvellistes : Olivera Nikolova, Goce Smilevski, Gjorgji Abadžiev, Petre M. Andreevski, Slavko Janevski...
  - Poètes : Petre M. Andreevski, Maja Apostoloska, Lidija Dimkovska, Ivan Djeparoski, Bogomil Gjuzel, Slavko Janevski, Aco Karamanov, Blaže Koneski, Mateja Matevski, Kole Nedelkovski, Vidoe Podgorec, Simeon Simev, Aco Šopov, Zvonko Taneski, Jovica Tasevski-Eternijan, Gane Todorovski...
  - Auteurs de chansons :
    - Boban Apostolov, Risto Apostolov, Bojana Atanasovska
    - Darko Dimitrov, Kaliopi, Dragan Karanfilovski-Bojs
    - Aleksandar Mitevski, Ferus Mustafov, Next Time, Maja Odžaklievska
    - Barbara Popović, Elena Risteska...
- Independant Writers of Macedonia

### XVIIIesiècle
- Joachim Krčovski (1750-1820)

### XIXesiècle
- Kiril Peïtchinovitch (1770-1845)
- Georgi Pulevski (1817-1895)
- Frères Miladinov (1810-1862) et (1830-1862)
- Partenija Zografski (1818-1876)
- Yordan Hadji Konstantinov-Djinot (1818-1882)
- Marko Cepenkov (en) (1829-1920)
- Kuzman Shapkarev (en) (1834-1909)
- Rayko Zhinzifov (en) (1839-1877)
- Panajot Ginovski (1841-1886)
- Dimitar Makedonski (1858-1898)

### XXesiècle
- Krste Misirkov (1874-1926)
- Voydan Pop Georgiev – Chernodrinski (en) (1875-1951)
- Stoyan Christowe (en) (1898-1995)
- Risto Krle (en) (1900-1975)
- Stałe Popow (pl) (1902-1965)
- Vasil Iljoski (en) (1902-1995)
- Anton Panov (en) (1906-1967)
- Kočo Racin (Kotcho Ratsin) (1908-1943)
- Gjorgji Abadžiev (en) (1910-1963)
- Victor Acimovic (1915-1987)
- Venko Markovski (1915-1988)
- Vlado Maleski (1919-1984)
- Slavko Janevski (1920-2000)
- Slavko Dimevski (en) (1920-1994)
- Blaže Koneski (1921-1993)
- Kole Čašule (en) (1921-2009)
- Jordan Cekov (en) (1921-)
- Aco Šopov (1923-1982)
- Murat Isaku (1928-2005), albanophone
- Tome Arsovski (en) (1928-2007)
- Meto Jovanovski (writer) (en) (1928-2016)
- Guéorgui Markov (1929-1978)
- Gane Todorovski (en) (1929-2010)
- Mateja Matevski (en) (1929-)
- Blaže Ristovski (en) (1931-)
- Jovan Strezovski (1931-)
- Vladimir Kostov (1932-)
- Vlada Urošević (1934-)
- Vidoe Podgorec (en) (1934-1997)
- Petre M. Andreevski (en) (1934-2006)
- Živko Čingo (en) (1935-1987)
- Taško Georgievski (1935-2011)
- Mile Nedelkoski (en) (1935-)
- Ivo Brešan (1936-2017)
- Dimitar Dimitrov (writer) (en) (1937-)
- Radovan Pavlovski (no) (1937-)
- Mile Markovski (en) (1939-1975)
- Bogomil Gurzl (1939-)
- Luan Starova (1941-)
- Ivan Babanovski (en) (1941-)
- Božin Pavlovski (en) (1942-)
- Eftim Kletnikov (1946-)
- Atanas Vangelov (bg) (1946-)
- Vasil Tocinovski (1946-)
- Petre Dimovski (en) (1946-)
- Danilo Kocevski (en) (1947-)
- Alaettin Tahir (en) (1949-2004)
- Rade Siljan[1] (1950-)
- Katica Kulavkova (1951-)
- Dragi Mihajlovski[2] (1951-)
- Kostadin Bonev[3] (1951-)
- Goran Stefanovski (en) (1952-)
- Aleksandar Prokopiev (en) (1953-)
- Jordan Plevneš (1953-)
- Zoran Ančevski[4] (1954-)
- Kim Mehmeti (1955-)

### XXIesiècle
- Igor Džambazov (en) (1963-)
- Venko Andonovski (1964-)
- Bill Neskovski (en) (1964-1989)
- Mišo Juzmeski (en) (1966-)
- Zoran Kovaceski (1974-)
- Goce Smilevski (1975-)
- Maja Apostoloska (en) (1976-)
- Jovica Tasevski-Eternijan (en) (1976-)
- Ana Stojanoska (en) (1977-)
- Slavčo Koviloski (1978-)
- Irena Jordanova (en) (1980-)
- Zarko Kujundziski (en) (1980-)
- Rumena Bužarovska (en) (1981-)

- Aleksandar Saša Trajkovski (1985-)

## Institutions
- Festivals littéraires et prix littéraires : Les Soirées poétiques de Struga ou Soirées poétiques de Struga (depuis 1962)
- Prix littéraires en Macédoine du Nord
- Festival de théâtre : Theatre Fest (en) (Skopje, en avril)
- Académie macédonienne des sciences et des arts (1967)
- Bibliothèque nationale et universitaire Saint-Clément-d'Ohrid (1944)
- Monastères orthodoxes en Macédoine du Nord et leurs bibliothèques

## Autres langues
- Langues en Macédoine du Nord, Langues de la Macédoine du Nord

## Sources
- Dictionnaire des littératures françaises et étrangères, Larousse.
- Macédoine : la fondation de la littérature macédonienne, A. Spasov, Paris, Europe.